# Брендемюль, Алекс
Алекс Брендемюль-и-Губерн (кат. Àlex Brendemühl i Gubern, 27 ноября 1972, Барселона) — испанский (каталонский) актёр театра и кино.

## Биография
Отец — немец, мать — каталонка. Закончил частную Немецкую школу в Барселоне, затем — театральный институт там же. Параллельно учился музыке. Начинал как театральный актер, позднее стал активно сниматься на телевидении.
Кроме испанского и каталанского, владеет английским, французским и немецким языками. Снимается у европейских режиссёров разных стран.

## Театр
- 1996 — Жорди Тейшедор Балаганчик флейтиста
- 1996: Оскар Уайльд Саломея
- 2004: Пау Миро Дождь в Барселоне
- 2009: Крис Кондек Dead Cat Bounce
- 2010: Давид Ботельо Вдалеке от моста

## Фильмография
- 1995 — Положение вещей (реж. Вентура Понс по сценарию Кима Монзо)
- 1996 — Дневник Анны Франк (телевизионный)
- 1999 — Скамейка в парке/ Un banco en el parque
- 2003 — Дневные часы/ Las horas del día  (реж. Хайме Росалес; кинопремия Барселоны лучшему актёру)
- 2003 — В городе (реж. Сеск Гай[исп.])
- 2004 — Убить Фрейда / Inconscientes
- 2006 — 53 зимних дня /  53 días de invierno (премия Святого Георгия лучшему актеру)
- 2006 — После дождя (реж. Агусти Вильяронга, телевизионный)
- 2006 — Remake (премия Франсиско Рабаля на неделе испанского кино в Мурсии)
- 2007 — Я (реж. Рафаэль Кортес; премия Святого Георгия лучшему актеру)
- 2007 — Мир до Баха: Сплошное молчание (реж. Пере Портабелья; премия Святого Георгия лучшему актеру)
- 2008 — Две жизни Андре Рабадана (премия Гауди)
- 2009 — Любовь детей / Die Liebe der Kinder (реж. Франц Мюллер)
- 2009 — Ярость / Rabia (премия лучшему актеру второго плана на фестивале испанского кино в Малаге)
- 2009 — Посланец Содома / El cónsul de Sodoma (реж. Сигфрид Монлеон) — Хуана Марсе
- 2010 — Герои / Héroes (реж. Пау Фрейшас)
- 2010 — Среди волков / Entrelobos
- 2012 — Измеряя мир / Die Vermessung der Welt (по одноименному роману Даниэля Кельмана)
- 2012 — Роща / El bosc
- 2012 — Нечувствительный / Insensibles
- 2012 — Немец / Nemez (реж. Станислав Гюнтер)
- 2013 — Вакольда / Wakolda (реж. Лусия Пуэнсо) — Йозефа Менгеле
- 2015 — Карлос, король и император / Carlos, rey emperador — английский король Генриха VIII
- 2016 — Иллюзия любви / Mal de pierres (реж. Николь Гарсиа) — Хосе Рабаскаль
- 2018 — Молитва / La prière (реж. Седрик Кан)
- 2019 — Тишина белого города / El silencio de la ciudad blanca (реж. Даниэль Кальпарсоро, по роману Эвы Гарсии Саэнс де Уртури) — Тасио и Игнасио Ортис де Сарате